# موزاصور
الموزاصور (بالانجليزية:Mosasaurus) هو جنس من الموزاصورات (أي من السحالي المائية آكلة اللحوم المنقرضة). عاش الموزاصور خلال فترة ماستريخت من العصر الطباشيري المتأخر، ما بين حوالي 70 و66 مليون سنة مضت، في أوروبا الغربية وأمريكا الشمالية. يعني الاسم «سحلية ميوز»، وذلك لأن المكتشفين عثروا على أول عينة لهذا الكائن بالقرب من مكانٍ يُقَالُ له نهر الميز في هولندا.

## الوصف
كان موساسورس من بين اخر موساسوريدس، ومن بين ألاكبر. كما هو الحال مع معظم موساسوريدس، تم تعديل ساقين وقدمين موساسورس في الزعانف، وكانت الزعانف الأمامية أكبر من الزعانف الخلفيتين. أكبر الأنواع المعروفة هي موساسورس هوفماني حيث تصل اطوالها إلى 17 مترا (56 قدم).
أطول قليلا من أقاربها تيلوسوروس وهينوسوروس. وكان موساسوروس أيضا أكثر قوة من موساسوريدس ذات الصلة. كانت الجمجمة أكثر قوة مما كانت عليه في غيرها من موساسوريدس، والفكي السفلي (الفك السفلي) تغلق بإحكام جدا إلى الجمجمة. كان لديهم هيئة عميقة، على شكل برميل، ومع عيون كبيرة إلى حد ما، ورؤية مجهرية فقيرة، ويعتقد الخبراء أن موساسوروس عاش بالقرب من سطح المحيط، حيث كانوا يأكلون الأسماك والسلاحف والعفاريت، وموساساورس صغار والطيور ، والتيروصورات، والبلصور. على الرغم من أنها كانت قادرة على الغوص داخل المحيط، ومن الواضح أنها لم تغامر في المياه العميقة.

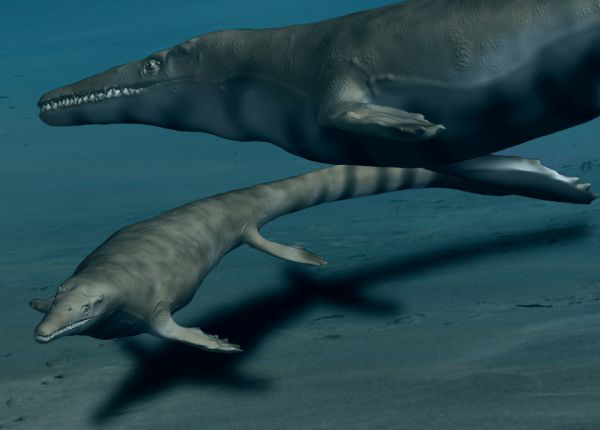
فن تخيلي لاثنان من الموساسورس هوفماني

جمجمة الموساسورس مخروطية الطرف. والفكين مسلحين بأسنان مخروطية ضخمة. وكان أطرافهم مثل المجداف خمسة في الجبهة وأربعة في الظهر. وينتهي الجسم بذيل قوي، وهو ما تشير إليه الحفريات المساسورية الأخرى بوجود حظ مماثل لتلك الموجودة في أسماك القرش وبعض الأيكثيوصورات. وربما ظل الجسم قاسيا للحد من السحب من خلال الماء، في حين أن نهاية الذيل قدمت الدفع القوي.

## تاريخ الاكتشاف
كان موساسوروس أول جنس من موساساورس ليتم تسميته
أول شيء عرف للعلماء كان جمجمة مجزأة من محجر الطباشير في سانت بيترسبرغ، في تلة بالقرب من ماستريخت، هولندا، وجدت في 1764 وجمعها الملازم جان بابتيست دروين في 1766. تم شراؤها لمتحف تيلرز في هارلم في 1784 من قبل مارتينوس فان ماروم، أول مدير للمتحف، الذي نشر وصفه فقط في 1790. واعتبر أنه نوع من «اسماك التنفس الكبيرة»
وبقي هذا الشيء جزء من عينة المجموعة TM 7424